# Sidaharja (Lakbok)
Sidaharja is een bestuurslaag in het regentschap Ciamis van de provincie West-Java, Indonesië. Sidaharja telt 7555 inwoners (volkstelling 2010).